# توم فيتزجيرالد (لاعب هوكي الجليد)
توم فيتزجيرالد (بالإنجليزية: Tom Fitzgerald)‏ (و. 1969  م) هو لاعب هوكي الجليد أمريكي، ولد في ميلروز، مركز لعبه هو جناح ‏.

## التعليم
تعلم في كلية بروفيدنس
.

## جوائز
حصل على جوائز منها:

كأس ستانلي

## روابط خارجية
- توم فيتزجيرالد على موقع دوري الهوكي الوطني (الإنجليزية)
- توم فيتزجيرالد على موقع قاعة مشاهير الهوكي (لاعب أن.إتش.أل) (الإنجليزية)
- توم فيتزجيرالد على موقع EliteProspects.com (الإنجليزية)
- توم فيتزجيرالد على موقع HockeyDB.com (الإنجليزية)
- توم فيتزجيرالد على موقع Hockey-Reference.com (الإنجليزية)